# Dům U Bílé růže (Plzeň)
Dům U Bílé růže se nachází na náměstí Republiky 2/2 v bývalém královském městě Plzni. Dům se nachází vedle renesanční plzeňské radnice. Dům byl postaven v renesančním slohu, dnešní klasicistní vzhled je z roku 1871. Bydlel zde generalissimus Alexandr Vasiljevič Suvorov od 16. 12. – 18. 12. 1799 za vítězného návratu z italského tažení přes Čechy zpět do vlasti. Dům je chráněn jako kulturní památka České republiky.

## Části domu

### Přízemí
- žulové obložení

### Horní část
- dvojokna
- nad dvojokny štukové věnce